# Yussef Abu Warda
Yussef Abu Warda sau Yussuf Abu Warda (în arabă:يوسف ابو وردة, în ebraică:יוסף אבו ורדה, născut la 19 august 1953) este un actor arab israelian de teatru, cinema și televiziune, în limbile ebraică și arabă. El este membru în Consiliul israelian pentru cultură și artă.

## Biografie
Abu Warda s-a născut în 1953 în satul Jish sau Kfar Jish (în ebraică Gush Halav) din Galileea într-o familie de arabi creștini maroniți ca fiul cel mai mare dintre cinci frați. Tatăl său s-a numărat printre locuitorii refugiați din satul Biram, care a fost evacuat în cursul Războiului arabo-israelian din 1948-1949. Locuitorilor acestui sat li s-a permis să rămână în Israel, dar nu să se întoarcă în satul lor.    
Când Abu Warda a avut cinci ani, familia sa s-a mutat la Akko. El a învățat într-un internat din Nazaret, apoi intr-un internat din Kfar Yassif, în aceeași clasă cu viitorul actor Salim Dau. În adolescență a învățat actoria cu regizoarea Nola Chelton, iar mai târziu, la Școala înaltă de Teatru Beit Tzvi din orașul Ramat Gan.

### Cariera de actor de teatru

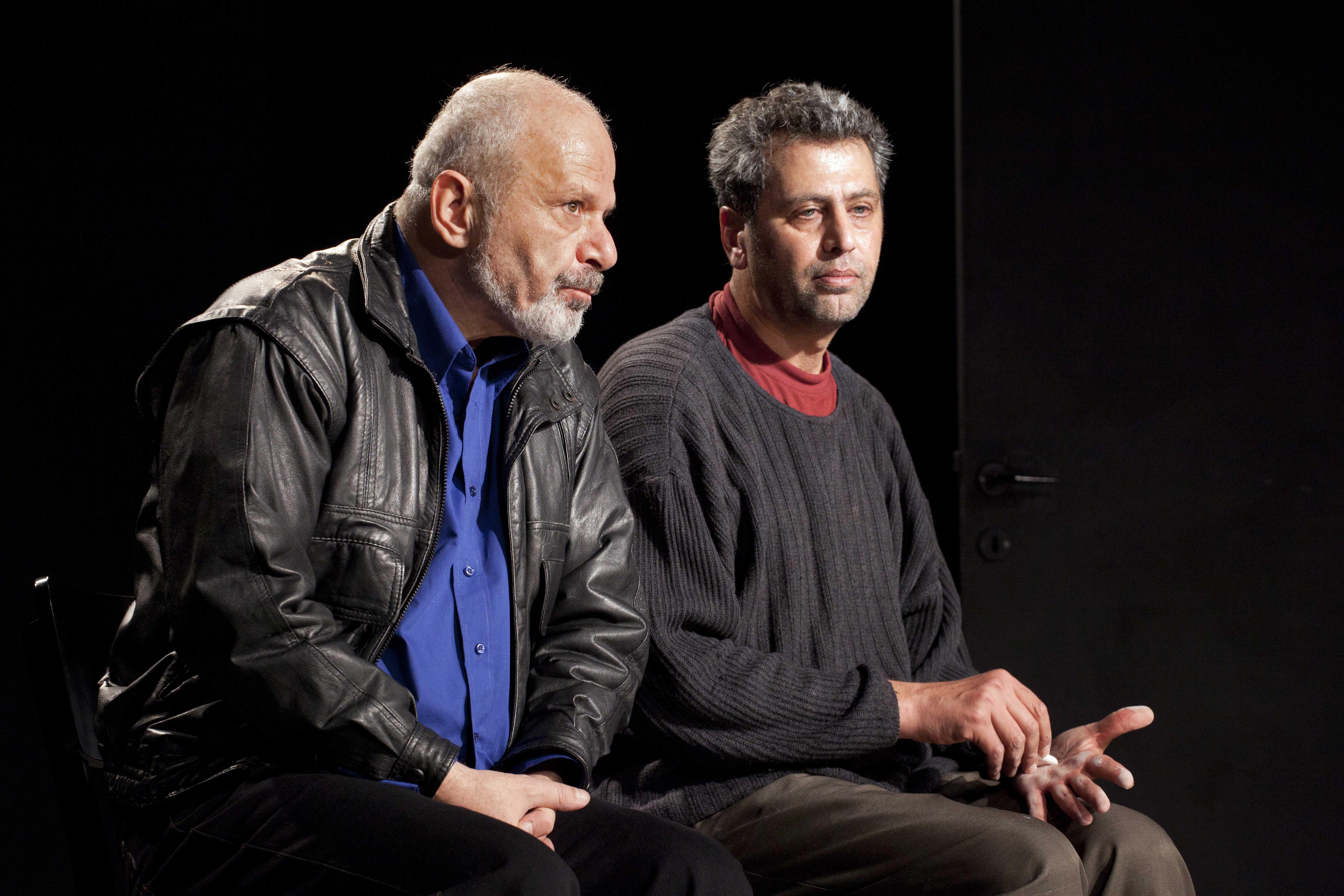
Yussef Abu Warda (la stânga), lângă Khalifa Natur, în piesa Ulise pe sticle de Ghilad Evron, fotografie de Gérard Allon din anul 2011

Din 1975 s-a angajat Abu Warda la Teatrul din Beer Sheva, unde a jucat, între altele, în spectacolele Kesher Dam (Legătură de sânge - de Efi Cohen, după Rondul de Arthur Schnitzler) , Cameristele de Jean Genet, Vrăjitoarele din Salem de Arthur Miller, Povestiri din Pădurea Vieneză de Ödön von Horváth, Picnic pe câmpul de luptă (Pando și Lis de Fernando Arrabal, Sărbătorirea zilei de naștere de Harold Pinter.    
După un an și jumătate, Abu Warda a început să joace La Teatrul municipal Haifa, unde a lucrat o vreme ca decorator, și la Teatrul Habima. 
Ca membru al ansamblului Teatrului din Haifa, Abu Warda a jucat  în mai multe producții precum Vedere de pe pod de Arthur Miller,  Ghetto de Yehoshua Sobol (cu Doron Tavori si Giora Shamai, și la Teatrul Neve Tzedek, 1984), Așteptându-l pe Godot, de Samuel Beckett (1984, alături de Makram Huri, in regia lui Ilan Ronen) ,  Asistentul, după Bernard Malamud, Suflet de evreu de Sobol, Insula - de Athol Fugard,John Kani și Winston Ntshona (1983, cu Makram Huri, în regia lui Amit Gazit),Ploaie neagră de Shimon Buzaglo, Ulise pe sticle de Ghilad Evron, Setea și foamea de Eugen Ionescu , Procesul maimuțelor (Inherit the wind) de Jerome Lawrence și Robert Edwin Lee, Un om și o femeie de Yosefa Even Shoshan, Shimon Buzaglo, Khalifa Natur și Taher Najib, Awake and sing! (Treziți-vă și cântați!  de Clifford Odets, Mistero Buffo ( de Dario Fo (spectacol one man show), Bal mascat de Yehoshua Sobol, Îngrijitorul casei (The Caretaker) de Harold Pinter, Sfârșitul jocului (Fin de partie, Endgame) de Samuel Becket, Mătușa lui Charlie de Brandon Thomas, Ifigenia în Aulida de Euripide,  Eddie King de Nissim Aloni și Ducesa de Amalfi de John Webster    
În 1986 Abu Warda a jucat în Mistero Buffo pe scena teatrului arab Al-Hakawati din estul Ierusalimului, în regia lui François Abu Salem.  
Abu Warda a jucat si pe scena Teatrului National Habima in piesele Macbeth de Shakespeare și în Trei Surori de Cehov. De asemenea, la Festivalul teatrului fringe la Akko în 1992 a regizat spectacolul cu piesa Umm al Rubabika de Emile Habibi 
Între anii 1995-1998 a condus Teatrul arab Al-Midan din Haifa, între ai căror întemeietori s-a numărat.

### Cariera de cinema și televiziune
În 1982 Abu Warda ajucat rolul lui Kamel din serialul israelian de televiziune Michel Ezra Safra și fiii (Michel Ezra Safra uvanav)  regizat de Nissim Dayan  după romanul lui Amnon Shamush.În continuare au urmat un șir întreg de roluri în filme de cinema, filme și seriale de televiziune.

### Viața privată
Abu Warda este căsătorit și tatăl a trei copii. El locuiește la Haifa.

## Premii și onoruri
- 2002 - Premiul Ofir pentru rol secundar - pentru interpretarea rolului Yussuf în filmul Kedma al lui Amos Gitay.
- 2018 - Premiul pentru întreaga activitate - din partea

Asociației Artiștilor din Israel (E.M.I)

### Filmografie
- 1982 - Michel Ezra Safra uvanav (Michel Ezra Safra și fiii) - serial TV, după romanul lui Amnon Shamush, in regia lui Nissim Dayan, în rolul lui Kamel
- 1984 : Magash Hakesef (Tava de argint), regia de Jad Neeman, alături de Ghidi Gov, Dalia Shimko, Muhammad Bakri
- 1985 : Gesher Tzar Meod (Punte foarte îngustă), regia:Nissim Dayan
- 1986 : Nadia, în regia lui Amnon Rubinstein,în rolul tatălui Nadiei
- 1987 : Nunta Galileei (Urs al-Jalil), regia lui Michel Khleifi : rolul lui Bassam
- 1991 : Finala Cupei (Gmar Gavia) în regia lui Eran Riklis : rolul lui George
- 1993 -  Shkhenim (Vecini), serialul comic TV -alături de Gadi Yaghil, Ofra Weingarten și Amal Murkus - rolul rudei familiei lui Bassam Medawar
- 1998 : Yom Yom (Zi de zi), regia lui Amos Gitaï : rolul lui Yussuf - alături de Hanna Maron și alții
- 1999 : Hovó shel Aharon Cohen (Datoria lui Aharon Cohen), film TV în regia lui Amalia Margolin, în rolul lui Taylor, anchetator de poliție
- 1999 : Kadosh (Sfânt) în regia lui Amos Gitaï : rolul rabinului Shimon
- 1999 : Calea Lactee (Shvil Hahalav) în regia lui Ali Nasser : rolul guvernatorului
- 2002 - Trompetă pe wadi (Hatzotzra bewadi) în regia lui Slava Chaplin și Lina Chaplin, după romanul lui Sami Michael - rolul lui Abu Nahla
- 2002 :  Kedma în regia lui Amos Gitai : rolul arabului
- 2003 : Tik Sagur (Dosar închis), serial TV  în regia lui Shai Kanot: rolul tatălui lui Beni
- 2003 : Afarsek (Piersică) în regia lui David Noy : rolul șoferului de taxi, într-un cast care cuprindea pe Orna Banay și Ori Klausner
- 2004 : Shnat Efes (Anul zero) în regia lui Yosef Pitchhadze: rolul unui funcționar al ministerului muncii
- 2004 : Țara promisă,  în regia lui Amos Gitaï :rolul lui Yussuf
- 2004 : Bizman Emet (În timp real) (film TV): rolul lui Turjeman, director adjunct al Mossadului
- 2005 : Ahavá me'ever lapiná (Dragoste aici, după colț) (serial TV) a III-a stagiune: rolul lui Zeev Rimon
- 2007 : Hamodedim(Geodezii)
- 2007 : Dezangajare, în regia lui Amos Gitaï : rolul lui  Youssef
- 2008 - Iyim avudim (Insule rătăcite) în regia lui Reshef Levi- în rolul proprietarului libanez
- 2008 - serialul TV  Reviyiat Ran (Cvartetul Ran) - în două stagiuni -  rolul lui Eli Ran
- 2008 : (For My Father) (Sof Shavua B'Tel Aviv : Week-end la Tel Aviv) regia lui Dror Zahavi :rolul lui Saleh
- 2009 : Amerrika de Shirin Daibis : rolul lui Nabil Halaby
- 2009 : Hatsuyá (Divizată , serial TV, fantastic și de groază,  pentru tineret,: creat de Ilan Rosenfeld și Alon,  în două stagiuni,  rolul lui Ardak
- 2007- 2011 : Ha-Borer (Arbitrul - serial TV în regia lui Shai Kanot, scenariul de Reshef Levi) : rolul lui Amram 'Buldogul'
- 2011 - Timrot Ashan (Coloane de fum), serial TV -

în rolul comandantului poliției
- 2012 : Moștenire (Inheritance) regia lui Hiam Abbass : rolul lui Khalil
- 2013 : Ana Arabiya (Sunt arăboaică) în regia lui Amos Gitaï
- 2014 - Nehama - serial de TV al lui Reshef Levi
- 2014 : Al Muhallis - Mântuitorul,film producție bulgaro-iordaniană, în regia lui Robert Savo, inspirat de viața lui Isus - scenariul lui Philipp Dorr, -  rolul evanghelistului Luca
- 2015 :  3000 de nopți  - serial palestinian in regia lui May Massri
- 2017 : Avir kadosh  (Aer sfânt) în regia lui Shadi Sror
- 2019 :  Hametim shel Yafo - (Morții Jaffei) - film de cinema , primul film al lui Ram Levi
- 2020  - Fauda  - serial de TV de acțiune